# Золотов Григорій Олександрович
Григо́рій Олекса́ндрович Зо́лотов (* 9 січня (21 січня за новим стилем) 1882, село Перше Плесно, нині Воронезької області Росії — † 15 квітня 1960, Павлоград Дніпропетровської області) — український живописець і графік.

## Біографічні відомості
У 1903—1916 роках навчався у Київському художньому училищі у Миколи Пимоненка та Івана Селезньова. 1919 року також навчався у майстерні Георгія Нарбута в Києві.
Викладав у друкарській школі Василя Кульженка в Києві, а також у школах Павлограда і Баку (нині столиця Азербайджану).
Роботи Золотова експонувалися в Лейпцигу (Німеччина; 1928), Києві (1962). Більшість творів Золотова зберігається в Дніпропетровському художньому музеї.

## Твори

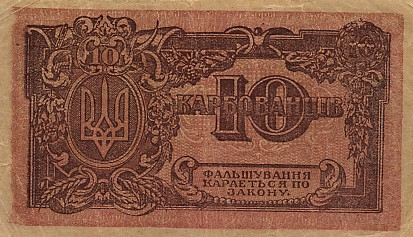
10 карбованців за дизайном Григорія Золотова

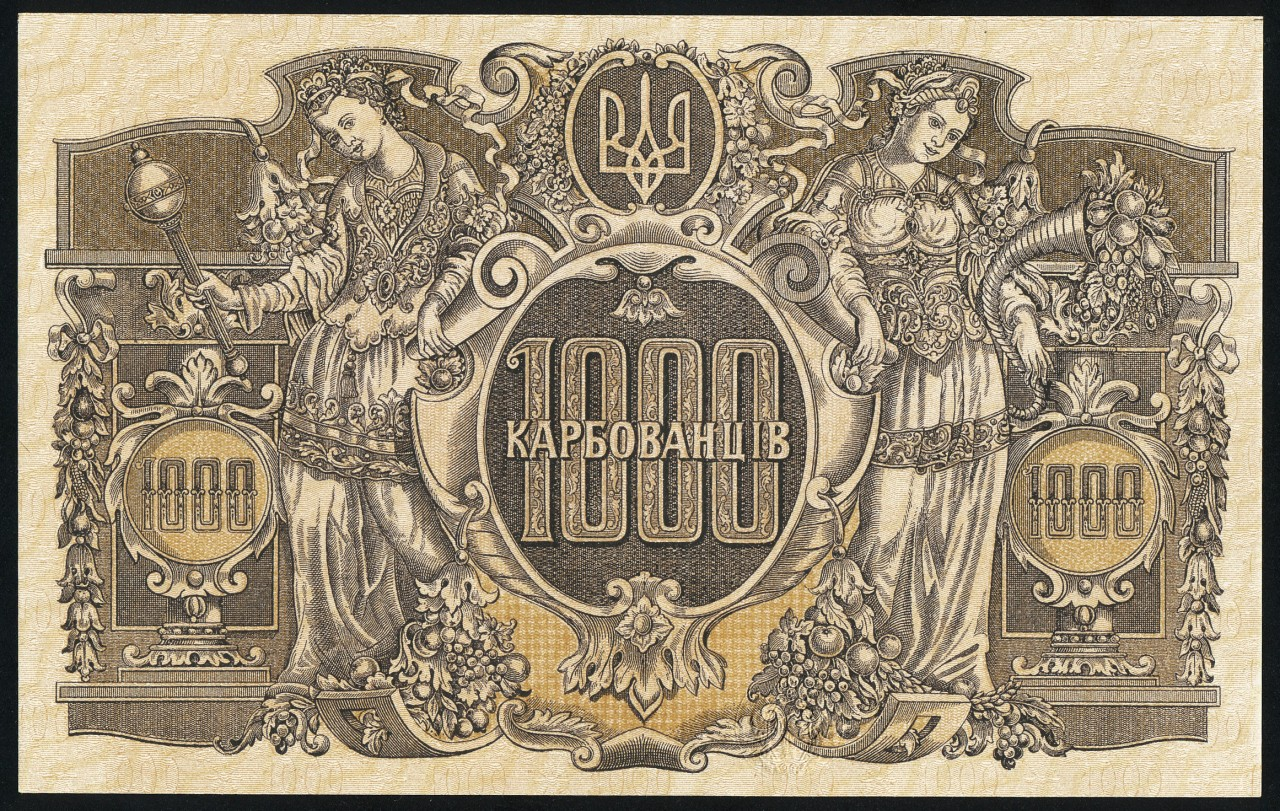
1000 карбованців за дизайном Григорія Золотова

- «Петро I робить відбиток зі своєї гравюри» (1912)
- «Петро Великий у школі друкарської справи у Санкт-Петербурзі» (1913)
- «На визволеній землі», «Тріумф перемоги», «Свято врожаю» (1945)
- Розпис церкви в селі Білоусівка нинішнього Тульчинського району Вінницької області (1914)
- Розписи в робітничих клубах Павлограда (1920—1923)
- Розпис Палацу піонерів у Дніпропетровськ (1934)
- Портрети — «Автопортрет» (1912), «Портрет комбайнера» (1941), «Анрі Барбюс»
- Графічні пейзажі — «Набережна в Баку», «На березі Каспію», «Село Степове»
- Ілюстрації до книжок і журналів

Ілюстрував кілька мистецьких часописів: «Искусство и печатное дело» (1909), «Искусство. Живопись. Графика. Художественная печать» (1911), «Искусство в Южной России» (1913), книгу Івана Новікова «Дыхание земли» (1910), а також твори Тараса Шевченка, Павла Тичини та ін.
За доби Директорії Української Народної Республіки, у серпні 1919 року в Кам'янці-Подільському, в грошовий обіг було випущено банкноти 10 і 1000 карбованців, виготовлені за проєктами Золотова.

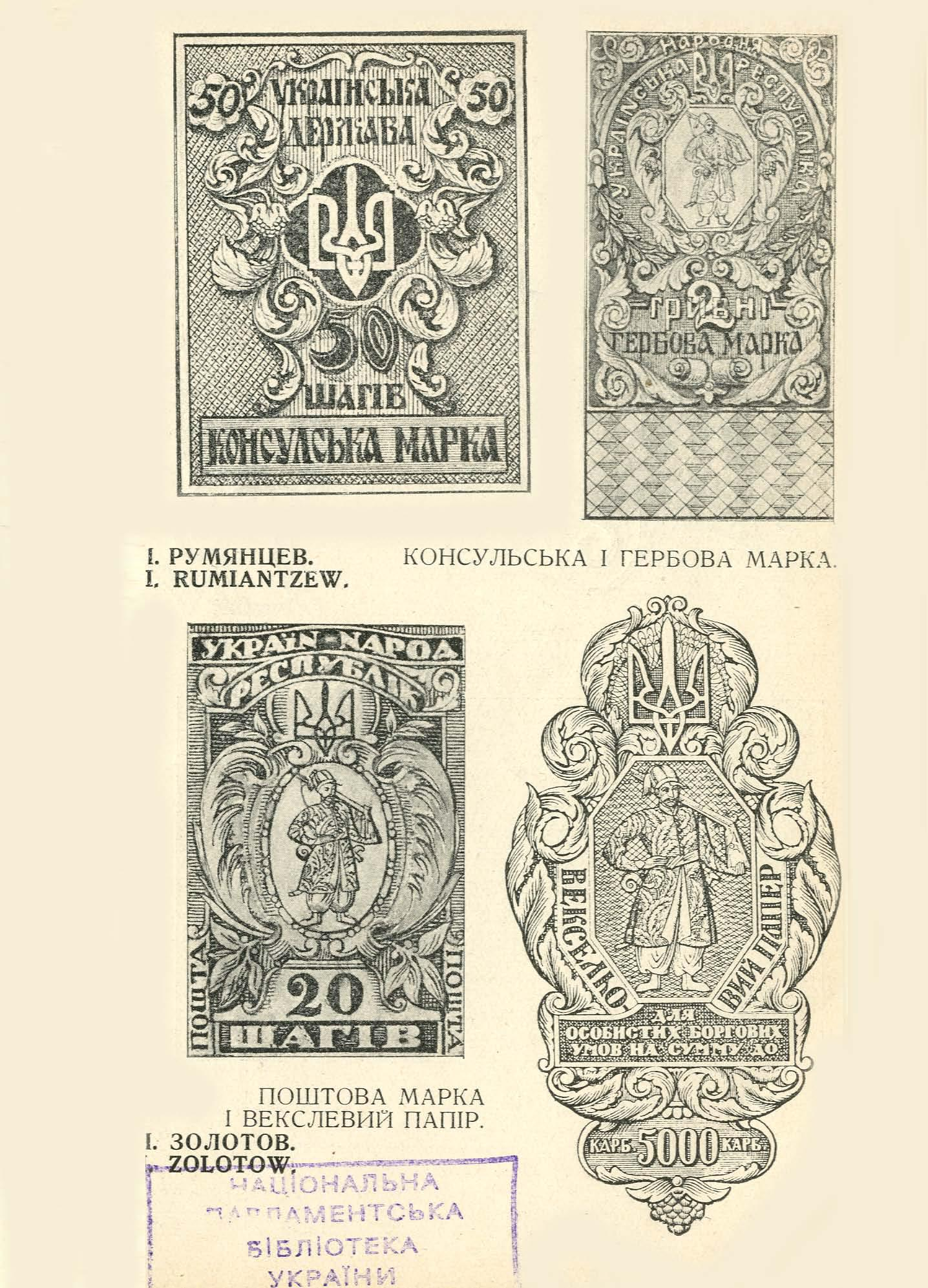
Проєкти марки та вексельного паперу

Григорій Олександрович був автором і кількох нереалізованих проєктів паперових грошей та інших державних паперів для Експедиції заготовок державних паперів доби української революції 1917—1921 років. У червні 1932 року у Львові вони експонувалися на «Виставці сучасної української графіки» Асоціації незалежних українських митців: поштові марки 20 шагів; 3, 4, 10 гривень; гербові марки 10 шагів; векселевий папір 5000 карбованців, проєкти грошових знаків, виконані олівцем, на п'яти картонках.